# Parque nacional del Boqueirão de la Onça
El Parque Nacional Boqueirão da Onça es un parque nacional que se encuentra en Sento Sé, un municipio de Brasil que se encuentra en el norte del estado de Bahía.
El Parque Nacional Boqueirão da Onça comprende el 49.40% del municipio de Sento Sé, y tiene como objetivo preservar la fauna y la flora del bioma Caatinga. El parque es parte de un Corredor Ecológico de Fauna. Entre otros objetivos, como la conservación de la Caatinga y fragmentos importantes del Cerrado, el corredor ecológico destinado a permitir el intercambio genético de las especies de la fauna, especialmente de los jaguares, de los que hay muy pocos en el bioma Caatinga, que están incluidos en la lista de Brasil de Especies Amenazadas y en estado crítico.